# Axemusic
Axemusic (estilizado como AXEMUSIC) é o terceiro álbum ao vivo e DVD da carreira da cantora e compositora brasileira Claudia Leitte, sendo o seu segundo álbum ao vivo em carreira solo. O álbum foi lançado nos formatos de CD, DVD, CD/DVD pela Som Livre no dia 16 de janeiro de 2014. A gravação do álbum ocorreu no dia 3 de agosto de 2013 durante um show do evento "O Maior Show do Mundo" na Arena Pernambuco em Recife, Pernambuco. Durante a gravação, Leitte recebeu as participações de Luiz Caldas, Wesley Safadão, Wanessa, Naldo Benny, Nação do Maracatu Porto Rico, Armandinho e o grupo de dança Zumba Fitness.
Para promoção do álbum, foram lançados quatro singles. Como foram lançados como singles avulsos, ambos foram inclusos no repertório do álbum. Ao anunciar que gravaria seu terceiro DVD ao vivo em Recife, Leitte lançou "Quer Saber?", com participação do cantor Thiaguinho, como o carro-chefe do álbum. A canção foi escolhida como single devido à proximidade com o Dia dos Namorados. "Tarraxinha" foi escolhida como o quarto single, sendo o primeiro single em versão ao vivo extraído do álbum. "Claudinha Bagunceira" foi escolhida como o quinto single, sendo trabalhado simultaneamente com "Tarraxinha". "Dekolê" foi escolhido como o sexto e último single do álbum. Além da versão ao vivo, uma versão em estúdio com participação do músico haitiano J. Perry foi lançada nas rádios.
Até dezembro de 2014, o álbum acumulava mais de 123 mil cópias físicas vendidas, o equivalente para certificado de disco de ouro para o CD e disco de platina para o DVD.

## Antecedentes
Inicialmente, o álbum faria parte do projeto "Verde e Amarelo", que seria gravado em 2011. O projeto teria dois discos, um com show performático e outro com um show intimista. Porém só o projeto intimista foi gravado, dando vida ao álbum Negalora: Íntimo. O show performático seria realizado no Estádio do Morumbi em São Paulo no dia 17 de dezembro de 2011. Para a divulgação do DVD que seria gravado em São Paulo (show performático) e em Salvador (show intimista), Claudia Leitte disponibilizou em seu site para download digital gratuito as canções "Elixir" (com participação especial do Olodum), "Locomotion Batucada", "Preto", "Dia da Farra e do Beijo" e "Samba" (com participação do cantor Ricky Martin). Claudia Leitte chegou a promover algumas canções em programas de TV para a divulgação da gravação. Porém somente Locomotion Batucada foi gravada naquele ano no álbum Negalora: Íntimo. Algumas canções que eram para ser gravadas no show do Morumbi foram guardadas e utilizadas mais tarde no álbum "Axemusic - Ao Vivo", como "Elixir", "Locomotion Batucada" e "Dia da Farra e do Beijo".

## Idealização e anúncio
Durante uma visita na Rádio Transamérica Pop no dia 10 de dezembro de 2012, Claudia Leitte anunciou que o seu próximo DVD será gravado em Recife, Pernambuco no dia 27 de julho de 2013.. Logo após o anúncio da gravação, começaram as especulações de onde seria a gravação do DVD de Claudia Leitte.  A colunista Daliana Martins do Hall Social especulou que fosse gravado na Arena Pernambuco
No dia 18 de janeiro de 2013, Claudia Leitte avisou a imprensa que a data de seu DVD sofreria alteração, sendo adiado para o dia 3 de agosto de 2013 na Arena Pernambuco. Claudia Leitte revelou como foi feita a escolha do local de gravação do projeto: "Recife é o centro do nordeste e foi o divisor de águas da minha carreira. [...] Foi lá que eu senti que o Babado Novo estava estourando e que, dali para frente, daria tudo certo. Depois de cinco anos de carreira solo, gravar o DVD lá é como dar uma retribuição.
Durante a coletiva de imprensa de gravação do DVD, Claudia entrou em detalhes sobre a seleção de canções do repertório, que foi feita por ela e seu diretor musical Luciano Pinto: "O show foi todo criado dentro do universo da axé music, o ritmo que me escolheu e que quero eternizar com este trabalho. [...] Depois da gravidez, eu tive um momento de ócio criativo e pensei em um projeto que contasse a minha história. A gente fez uma seleção mortal de músicas para o DVD, que promete comover e divertir o público". Sobre a participação de Wanessa no projeto, Claudia disse que queria encenar um musical: "Eu pensei em encenar um musical, já que ela canta e dança lindamente bem. Vamos falar das mulheres quentes, que correm atrás de seus objetivos".

### Direção
Em 14 de março de 2013, Claudia Leitte visitou a O2 Filmes para uma reunião sobre a direção do DVD. A princípio Fernando Meirelles seria o responsável pela produção executiva do projeto e Fábio Soares seria o diretor. Tamis Lustre e Bianca Corona da Tamis Produções ficaram responsáveis pela direção.

### Nome do projeto
Nos bastidores de um show em São Paulo no dia 28 de maio de 2013, Claudia Leitte revelou a Dedé Teicher, apresentadora da Multishow, que o nome de seu DVD seria Axemusic. De acordo com a cantora, o título é estilizado em letra maiúscula, unindo as palavras "Axé" e "Music", removendo o acento agudo de "Axé", ficando AXEMUSIC.

## Gravação

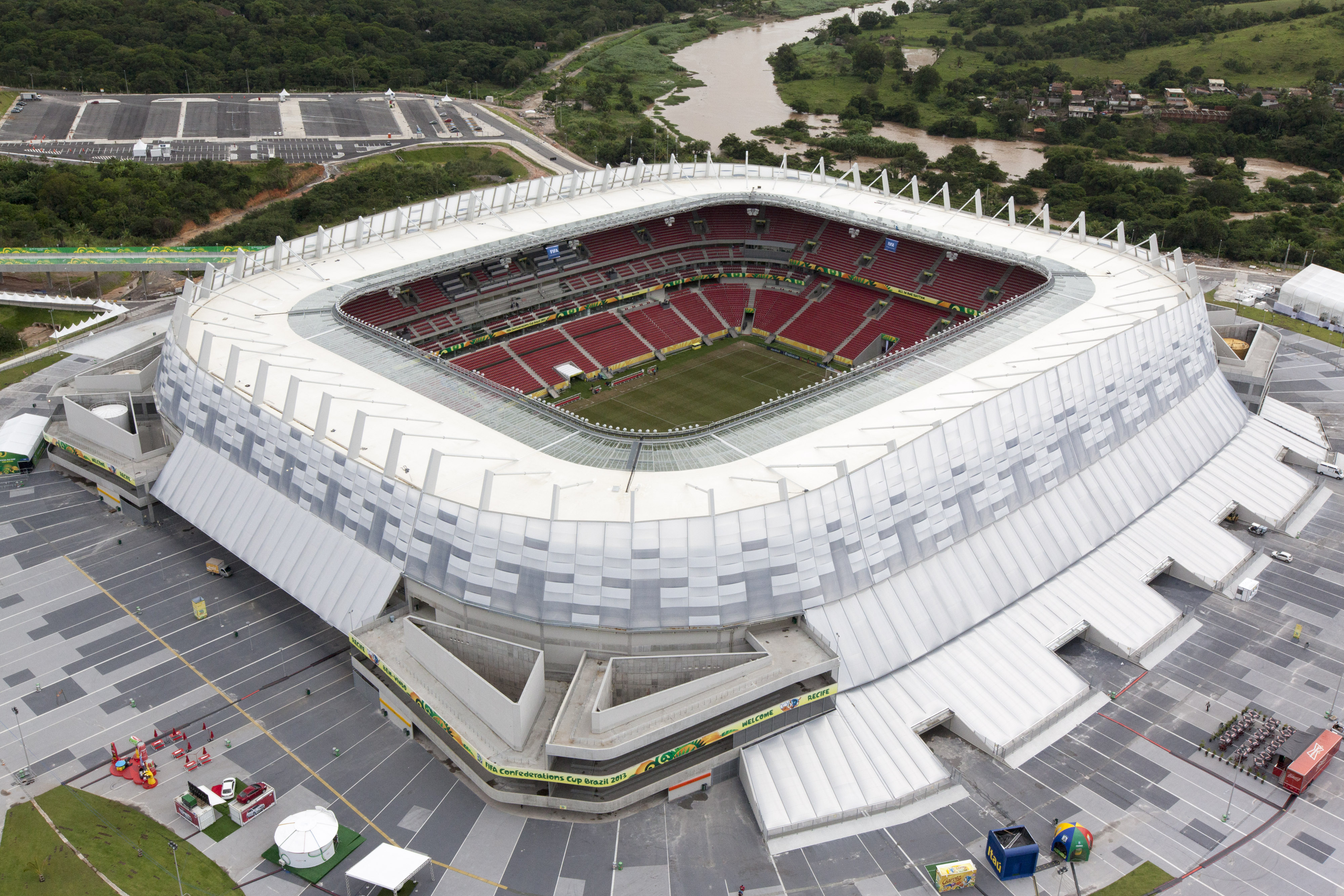
Arena Pernambuco. Local de gravação do álbum.

A gravação do trabalho aconteceu em 3 de agosto de 2013 na Arena Pernambuco, em Recife, durante o festival O Maior Show do Mundo, realizado anualmente no local com a presença de 35 mil pessoas aproximadamente..
O palco tinha 660 m² e 256 m² de LED, seis elevadores, dez ambientes e 28 projeções diferentes, o projeto do espetáculo foi desenhado com câmeras capazes de filmar em três dimensões e toda a captação e edição serão em qualidade de cinema.. A gravação começou quando Eri Johnson subiu ao palco para contar a história de Claudia Leitte. Enquanto Eri narrava, no painel de LED passava cenas da história desenhada por Maurício de Souza. Logo após a saída de Eri, o cenário é preparado para receber Claudia.  Um painel de led central exibiu uma abertura com imagens de Claudia Leitte enquanto cita versículos da Bíblia Sagrada. Quando o vídeo é terminado de exibir, Claudia desce de um elevador do alto do palco cantando a música composta por ela, Elixir. O show durou cerca de 150 minutos e houve repetição de algumas canções, especialmente em "Me Pega de Jeito", com Wanessa e Naldo.
O show foi divido em cinco partes, havendo troca de figurinos em todas as partes.
1ª Parte

Claudia Leitte durante a gravação do álbum.

Claudia iniciou o show com Elixir, seguida do medley que conta um pedaço do seu início de carreira, Cai Fora / Amor à Prova. Na sequência foi apresentado o segundo medley da noite, Beijar na Boca / Insolação do Coração. Em seguida, foi apresenta a única música do disco As Máscaras presente no show: Faz Um. A primeira inédita da noite foi apresentada na sequência: Claudinha Bagunceira. Após a apresentação da inédita, a primeira participação da noite subiu ao palco, Nação do Maracatu Porto Rico no terceiro medley: Magalenha / Locomotion Batucada.
2ª Parte
Antes de Claudia subir ao palco, o ballet ficou ensinando a coreografia da canção que seria apresentada a seguir: Tarraxinha. A segunda parte foi aberta com a inédita Tarraxinha, com participação de Luiz Caldas. Na sequência, Claudia recebeu o grupo de dança Zumba Fitness para a faixa Largadinho. Sambah do álbum Negalora - Íntimo e Fulano in Sala do segundo álbum do Babado Novo, Sem Vergonha, foram apresentadas. Durante a sequência de Sambah para Fulano in Sala, Claudia ficou sambando. Ao final do samba, Claudia ficou brincando de pedir pra parar, parou com a percussão. Após Fulano in Sala, Claudia recebeu Wanessa e Naldo Benny na faixa Me Pega de Jeito. No final da canção quando Claudia sai do palco, uma câmera a acompanhou até o camarim para a troca de roupa enquanto era transmitido no telão principal do palco.
3ª Parte

Projeção usada durante a faixa "Seu Ar" na gravação do projeto.

A terceira parte foi marcada por baladas românticas. Iniciou com imagens de Claudia ensaiando com a banda para o DVD no painel de LED. Logo após, surge Claudia com sua guitarra numa parte mais alta do palco cantando o primeiro single de sua carreira, Amor Perfeito. Em seguida são apresentadas as inéditas Seu Ar, Quer Saber? (com participação do cantor Thiaguinho pelo painel de LED e Artemanha, onde Claudia performou numa escada que subia e descia a medida da música. No fim da terceira parte, enquanto Claudia trocava de roupa, os backing vocals cantaram Lirirrixa enquanto o ballet fazia a coreografia.
4ª Parte
A quarta parte foi marcada pelas músicas que estão nos shows de Claudia Leitte. A inédita Pancadão Frenético foi a primeira música da quarta parte. Claudia dividiu os vocais com Wesley Safadão. Em seguida foi apresentada Amor Toda Hora, Dia da Farra e do Beijo, a inédita Dekolê, o medley Caranguejo / Safado, Cachorro, Sem-vergonha e a inédita Turbina. Em seguida, Claudia saiu do palco, deixando espaço para Luiz Caldas e Armandinho duelarem solos de guitarra baiana. Claudia subiu no palco depois do duelo, cantando o hino do carnaval baiano Chame Gente, em homenagem ao axé music. Durante a canção, no painel de LED exibia fotos de cantores de axé music. Após a música, Luiz e Armandinho começaram a tocar frevo nas guitarras enquanto Claudia dançava o ritmo nordestino. A última música da quarta parte foi Exttravasa, com direito a papéis picados voando sobre o palco. Claudia saiu do palco pulando em um buraco.
5ª Parte
A quinta e última parte foi marcada por músicas que marcaram a carreira de Claudia em versões acústica. Claudia entrou no palco cantando o medley Eu Fico / Perdi a Minha Paz, enquanto caminhava no meio do público, finalizando a música em mini palco no meio da Arena Pernambuco. Ainda no mini palco, Claudia cantou a última inédita da noite: Prece. Na sequência apresentou mais dois medleys, Foto na Estante / Doce Paixão e Bizarre Love Triangle / A Camisa e o Botão. Em seguida, Claudia cantou a última música do show: Meu Segredo, que foi toda arranjada em beatbox feita pelos backing vocals. Enquanto cantava, Claudia voltava para o palco principal. No fim da música, Claudia agradeceu e despediu do público, encerrando o show.

### Convidados

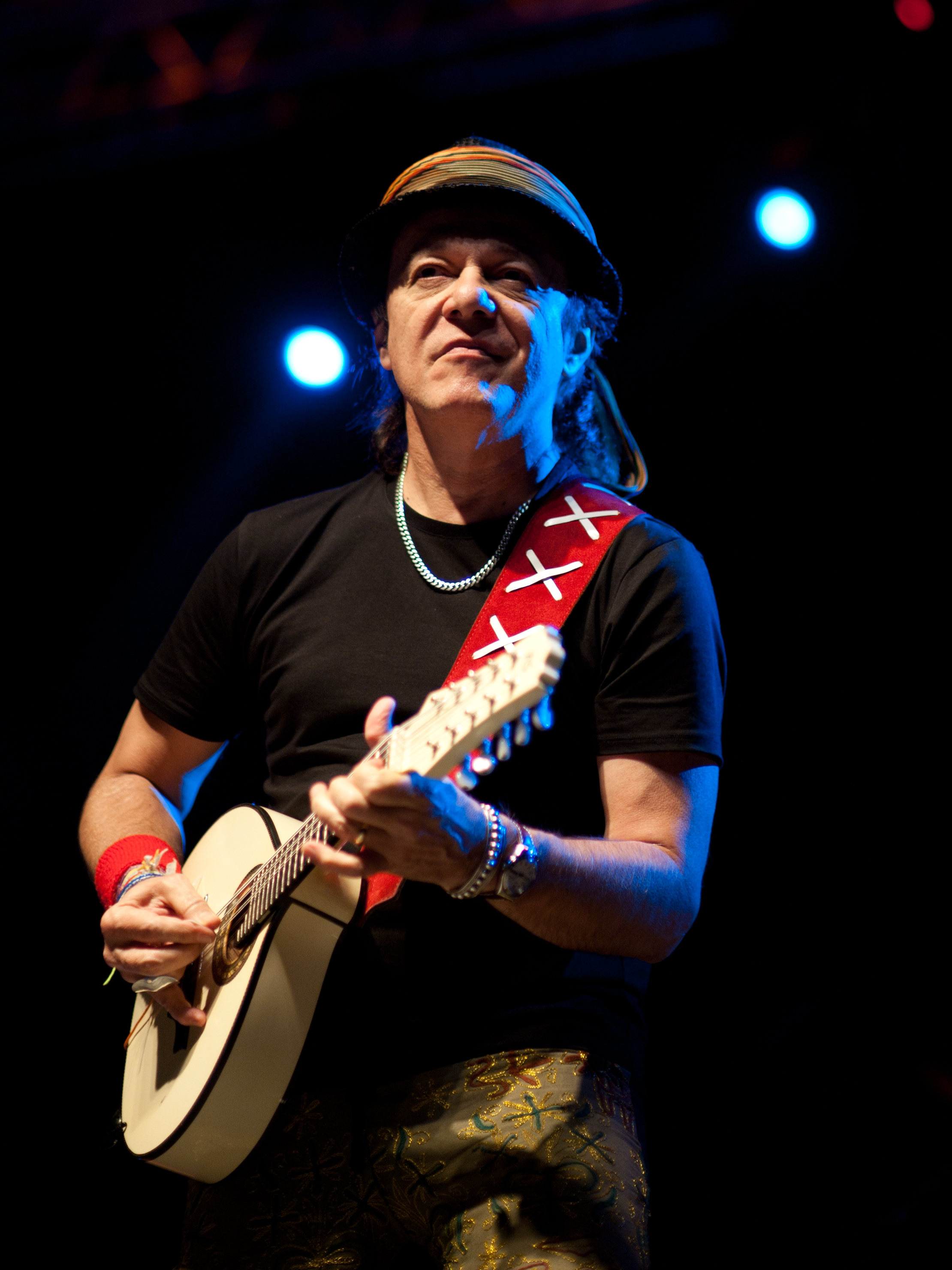
Armandinho

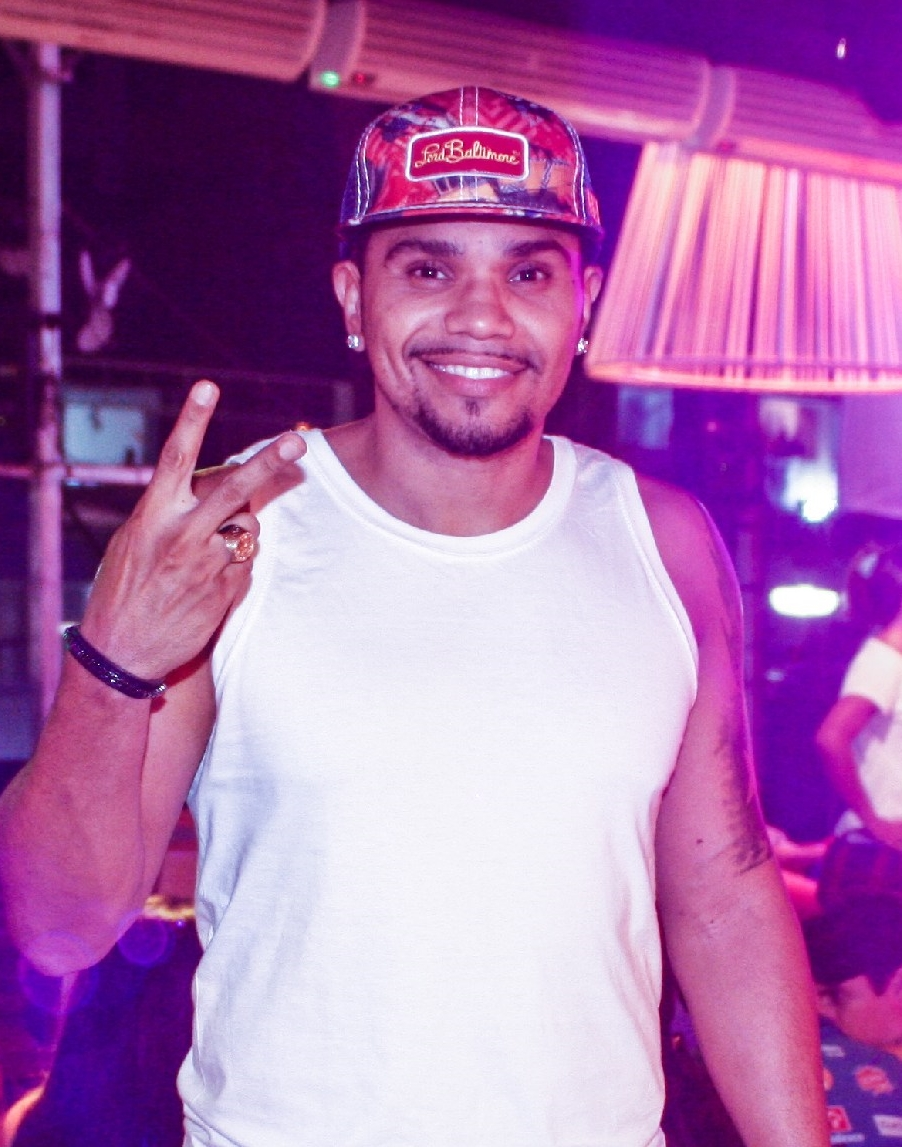
Naldo Benny

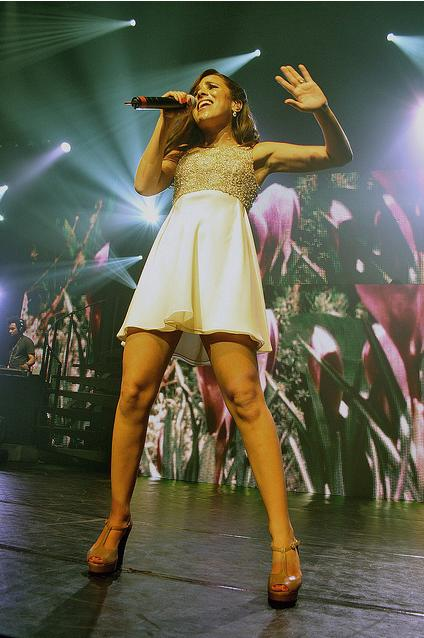
Wanessa

A gravação contou com as participações do guitarrista Armandinho e dos cantores Naldo Benny,  Luiz Caldas e Wanessa, além de Thiaguinho em apresentação exclusiva pelo telão. Desde o anúncio do projeto, a mídia já especulava as participações de Ivete Sangalo, Ricky Martin, Anitta e Davi Moraes.
- Thiaguinho: Foi a primeira participação especial confirmada para o DVD. Claudia e Thiaguinho dividiriam os vocais na faixa Quer Saber?, porém o cantor foi internado com sintomas de pneumonia, fazendo com que ele cancelasse toda a sua agenda até o dia 4 de agosto de 2013.[32] Anteriormente, Claudia e  Thiaguinho já haviam gravado a canção em estúdio e o videoclipe. Durante a apresentação no DVD, a participação de Thiaguinho foi feita pelo telão, onde usaram cenas inéditas do videoclipe.
- Zumba Fitness: Foi anunciado junto com outras quatro participações durante uma coletiva de imprensa no dia 17 de julho de 2013. O grupo de dança dos Estados Unidos fez participação na canção Largadinho.[33]
- Nação do Maracatu Porto Rico: O grupo de Maracatu foi a primeira participação do show. Fizeram participação no medley Magalenha/Locomotion Batucada.[33] Sobre a participação do grupo, Claudia disse: "Todo o mundo me pediu para ter frevo, mas eu queria mostrar algo que é menos conhecido, como o maracatu. Eu quero que as pessoas vejam como a gente é cheio de cultura no nordeste".[23]
- Luiz Caldas: O pai do axé music também foi confirmado por Claudia Leitte. Luiz fez participação em duas faixas: a inédita "Tarraxinha" e um dos hinos do carnaval baiano "Chame Gente".[34]
- Wanessa: Também foi confirmado por Claudia Leitte durante a coletiva de imprensa do DVD. Fez participação na canção Me Pega de Jeito.[34] "A Claudinha, além de ser uma das cantoras mais talentosas do Brasil, é também uma das pessoas mais generosas e iluminadas que já conheci. Dividir o palco com ela será uma honra e inesquecível! Estou muito feliz com o convite", disse Wanessa sobre o convite de Claudia.[23]
- Wesley Safadão: Confirmado por Claudia Leitte na coletiva de imprensa do DVD.[34] Fizeram dueto na canção Pancadão Frenético, composta por um porteiro de Salvador.[35]
- Naldo Benny: A produtora de Claudia Leitte, 2T's Entretenimento, confirmou no site oficial da cantora, a participação especial de Naldo Benny.[36] Dias depois, durante uma entrevista para a rádio Jovem Pan, Wanessa confirmou que Naldo Benny participaria do mesmo número musical que ela na gravação do DVD.[37]
- Armandinho: O guitarrista Armandinho foi a última participação especial anunciada. Ele tocou guitarra junto com Luiz Caldas na faixa "Chame Gente".[38]

#### Outros convidados
- Eri Johnson: Eri participou do ato inicial do show, onde ele narrou a história de Claudia Leitte antes da mesma subir ao palco.
- J. Perry: J. Perry participou da mixagem da faixa Dekolê, canção original dele e adaptada por Claudia Leitte. Na mixagem, foi inserido a participação dele agitando o início da música junto com Claudia.

### Figurinos
Renato Thomaz da grife Água de Coco, foi o responsável pelos figurinos do show. Renato optou por tecidos tecnológicos que dessem o  conforto e movimento que Claudia precisa no palco. A pesquisa de referência dos figurino cruza com Beyoncé, Lady Gaga e Rihanna, só que com estilo tropical para diferenciar. O processo de concepção e criação do figurino durou cerca de 6 meses. As estampas digitais dos figurinos foram feitas exclusivamente para Claudia Leitte. Claudia Leitte usou quatro figurinos durante a gravação, sendo que foi adicionado uma saia ao último figurino para o set acústico do show. Produtos da MAC, Bobbi Brown, Eudora, Sephora e Tom Ford compõe a maquiagem usada por Claudia Leitte na gravação.

Croquis dos figurinos usados por Claudia Leitte durante a gravação do álbum. Da esquerda para direita: militarismo, flora, fauna e pedras preciosas.

O foco dos figurinos é a brasilidade ressaltada nos seguintes temas:
1. Militarismo: Foi o tema do primeiro figurino do show, em homenagem ao exército brasileiro. Claudia usou um figurino com estampa militar, a saia foi feita de zíper, sandália com uma perneira junto.
2. Flora:  O segundo look do show foi uma homenagem a flora brasileira. Claudia usou um cropped com tons laranja, dourado e marrom.
3. Fauna: O terceiro look do show foi uma homanagem a fauna brasileira, sendo o tucano o foco do figurino. O figurino era um blazer decotado.
4. Pedras Preciosas: O quarto e último look do show foi uma homangem as pedras preciosas brasileiras. A cor central do figurino é azul. O look é um body bastante decotado. Foi reutilizado no final do show, transformando o body em um vestido longo.

## Lançamento e divulgação
No dia 28 de dezembro de 2013, Claudia Leitte revelou a capa do DVD na rede social Instagram e anunciou que será lançado no dia 16 de janeiro de 2014. Em 7 de janeiro de 2014, o álbum ficou disponível para pré-venda na Livraria Saraiva. De acordo com Claudia Leitte, em menos de 24 horas, o álbum esgotou a primeira tiragem. "Uma das novidades é que #AxeMusic, nosso DVD, acabou em menos de 24 horas de pré-venda! Uma nova remessa chegou essa manhã e o fez o 3º mais vendido", disse a cantora em seu Twitter.
No dia 13 de janeiro de 2014 foi lançado no Brasil a versão física do CD. No dia 16 de janeiro de 2014, o DVD e o CD+DVD chegaram em algumas regiões do Brasil. No dia 18 de janeiro de 2014 o DVD foi disponibilizado para todo o Brasil. No dia 20 de janeiro de 2014, o álbum foi lançado para download digital na iTunes Store em uma versão com 15 áudios e 8 vídeos extraídos do DVD. Após 13 horas a venda, o álbum alcançou a primeira posição no top álbuns da iTunes Store Brasil. O CD foi enviado para as lojas com a tiragem inicial de 20 mil cópias, o DVD com 30 mil cópias, o kit CD+DVD com 10 mil cópias e o blu-ray com 2 mil cópias. Chegou na terceira tiragem em menos de dois meses.
Em 18 de janeiro de 2014, o futebolista brasileiro Neymar divulgou o álbum em seu Instagram, desejando sucesso a Claudia: "TODO SUCESSO DO MUNDO PRA VOCÊ DIVA !!! Você merece .... Sou seu fã beijooo @claudialeitte #esporteclubeCLAUDIALEITTE kkkk". Em 21 de janeiro de 2014, o futebolista brasileiro Kaká também divulgou o álbum em seu Instagram. Na legenda da foto, Kaká mandou um recado em inglês: "Se você gosta de música brasileira, este é um DVD maravilhoso. Se você não gosta, depois de ouvir esta cantora, vai amar!" Em português, ele escreveu "Essa minha prima é arretada! Parabéns, Claudia Leitte pelo novo DVD, tá sensacional… Que Deus continue te abençoando".
Para a divulgação do álbum, foi circulado na Rede Globo vários comerciais do álbum, com as faixas Claudinha Bagunceira, Tarraxinha, Bizarre Love Triangle / A Camisa e o Botão, entre outras canções.
No dia 19 de fevereiro de 2014, Claudia Leitte realizou uma sessão de autógrafos e coletiva de imprensa em uma livraria no Rio de Janeiro para promover o álbum. Em 28 de fevereiro de 2014, Claudia Leitte divulgou o álbum no programa Vídeo Show da Rede Globo. No dia 1 de março de 2014, o álbum alcançou a 10ª posição na iTunes Store de Portugal. No dia 8 de março de 2014, Claudia Leitte participou do programa Caldeirão do Huck especial de Dia Internacional da Mulher. Durante o programa, Claudia apresentou os hits Claudinha Bagunceira, Largadinho e Bizarre Love Triangle.
No dia 15 de junho de 2014, Claudia Leitte participou do programa Domingão do Faustão para falar sobre a sua apresentação na abertura da Copa do Mundo FIFA 2014 e para divulgar o álbum AXEMUSIC. Durante o programa, Claudia cantou o seu recente single Dekolê, Insolação do Coração, Faz Um (com um pedaço da canção Coração Verde e Amarelo) e Aquarela do Brasil em um medley com We Are One (Ole Ola).
No final de junho para o início de julho, Claudia Leitte foi a diversas rádios na capital de São Paulo para promover o álbum Axemusic - Ao Vivo e para promover o single Dekolê. No dia 26 de junho de 2014, Claudia Leitte foi a rádio Gazeta FM. No dia seguinte, 27 de junho de 2014, Claudia foi a rádio Tropical FM. Em 30 de junho de 2014, Claudia foi as rádios Transamérica Hits, Rádio Tang e Metropolitana FM. Na rádio Tang ocorreu uma sessão de autógrafos do álbum. No dia 1 de julho de 2014, Claudia Leitte foi as rádios Band FM e Rádio Bandeirantes.
Em 5 de julho de 2014, Claudia Leitte participou de um programa ao vivo do Caldeirão do Huck, onde ela cantou os recentes singles "We Are One (Ole Ola)" e "Dekolê". O DVD completo foi disponibilizado pelo serviço de streaming do canal Bis.

### Projeto"Um Vídeo por Semana"
Em 18 de setembro de 2014, Claudia Leitte começou a divulgar em seu canal oficial no Youtube uma performance extraída do DVD "Axemusic - Ao Vivo" por semana.
- "Exttravasa": Liberado em 18 de setembro de 2014.[66]
- "Me Pega de Jeito": Liberado em 25 de setembro de 2014.[67]
- "Prece": Liberado em 2 de outubro de 2014.[68]
- "Artemanha": Liberado em 9 de outubro de 2014.[69]
- "Seu Ar": Liberado em 16 de outubro de 2014.[70]
- "Bizarre Love Triangle / A Camisa e o Botão": Liberado em 23 de outubro de 2014.[71]
- "Elixir": Liberado em 13 de novembro de 2014.[72]
- "Pancadão Frenético": Liberado em 20 de novembro de 2014.[73]
- "Amor Toda Hora": Liberado em 27 de novembro de 2014.[74]

### Canções em coletâneas
- A canção "Tarraxinha" que tem a participação especial de Luiz Caldas está presente na coletânea "Arena Pop 2014" lançada pela Som Livre em 7 de abril de 2014.[75] Também está presente na coletânea portuguesa "Latin Hits 4", lançado pela VDISCO em 11 de novembro de 2014.[76]
- A canção "Faz Um" (que está presente somente no DVD/Blu-ray) foi disponibilizada nas coletâneas "É Copa!" e "É Festa Brasil!", lançadas pela Som Livre respectivamente nos dias 5 de maio e 19 de maio de 2014.[77][78]
- A versão ao vivo da canção "Largadinho" está presente nas coletâneas "O Som Dos Craques" e "Brazil Hits" lançadas pela Som Livre respectivamente em 12 de maio de 2014 e 2 de setembro de 2014.[79][80]

### Turnê

Pôster oficial da turnê.

No último dia do ano de 2013, Claudia Leitte estreou a AXEMUSIC Tour durante a festa de Réveillon em Jaboatão dos Guararapes em Pernambuco.. A turnê foi dividida em duas etapas até o momento. No repertório da primeira etapa da turnê foi incluso diversas canções do álbum Axemusic - Ao Vivo, como Claudinha Bagunceira, Beijar na Boca / Insolação do Coração, Faz Um, Largadinho, Tarraxinha, Fulano in Sala, Amor Perfeito, Pancadão Frenético, Caranguejo / Safado, Cachorro, Sem-vergonha, Amor Toda Hora, Dia da Farra e do Beijo, Artemanha, Seu Ar, Quer Saber?, Bizarre Love Triangle / A Camisa e o Botão, Dekolê e Turbina. . Os figurinos usados nessa etapa da turnê são os mesmos figurinos usados por Claudia durante a gravação do DVD Axemusic. A primeira etapa ocorreu do dia 1 de janeiro de 2014 à 14 de junho de 2014.
Em 21 de junho de 2014, Claudia Leitte deu início a segunda etapa da turnê em Arcoverde, Pernambuco. Para essa etapa, Claudia Leitte adicionou mais dois figurinos, sendo eles os mesmos usados por ela na gravação do videoclipe de "We Are One (Ole Ola)" e na cerimônia de abertura da Copa do Mundo FIFA 2014. Durante o início da segunda etapa, Claudia Leitte passou a cantar "All of Me" de John Legend no repertório. Já no final da turnê, Claudia retirou a canção da turnê e incluiu Prece no lugar. A partir do show realizado em Nova Lima, Minas Gerais no dia 20 de junho de 2014, Claudia Leitte incluiu um pedaço da canção Topo do Mundo de Daniela Mercury no meio da versão acústica de Bola de Sabão. No penúltimo show da turnê, Claudia Leitte abriu o show com a canção Seu Ar. No último show da turnê, Claudia Leitte abriu o show com a canção Elixir. A turnê foi encerrada no dia 3 de agosto de 2014 com 48 shows somente em território brasileiro. Curiosamente a turnê foi encerrada um ano após a gravação do álbum Axemusic e na mesma cidade onde o álbum foi gravado, finalizando com 50 shows.

## Recepção

### Crítica
| Críticas profissionais | Críticas profissionais |
| Avaliações da crítica  | Avaliações da crítica  |
| Fonte                  | Avaliação              |
| ---------------------- | ---------------------- |
| Axé Revista            | 3 de 5 estrelas.       |
| Extra                  | (Positiva)             |

Em 5 de fevereiro de 2014, o website Axé Revista publicou uma crítica feita por Marcelo Tambor, onde o DVD foi avaliado em três de cinco estrelas. O repertório foi considerado bastante animado porém expõe um trabalho excessivamente retocado, onde de acordo com Marcelo, mostra Claudia Leitte um tanto quanto mecânica, impressões evidenciadas pelo excesso de caras e bocas e pelo fato da gravação ter sido marcada por falhas técnicas e um público muito abaixo da expectativa. Para o critico, o DVD não decepciona no quesito de energia, com hits acalorados como o medley de Beijar na Boca / Insolação do Coração e Faz Um. Claudinha Bagunceira foi considerada um axé entusiasmado com um refrão bastante grudento. Dekolê, Turbina, Seu Ar e Artemanha se destacaram pelo apelo radiofônico. Fulano in  Sala foi considerada o melhor momento do DVD, onde Claudia dança com réplicas multiplicadas dela no telão. A parceira com Thiaguinho em Quer Saber? e a parceria com Wesley Safadão em Pancadão Frenético foram consideradas pouco palatáveis. Chame Gente com participação de Luiz Caldas e Armandinho foi considerada uma boa regravação. Me Pega de Jeito foi considerada dispensável para o crítico. O crítico considerou o último bloco do DVD o mais cansativo. O crítico ainda afirmou que os figurinos foram caprichados e que a escolha das participações deixou a desejar. A falta de câmeras na banda e o "desaparecimento" dos músicas em algumas cenas foi considerado um ponto negativo. O crítico afirmou que Claudia soube segurar a onda com bastante profissionalismo e desembaraço.
Em 24 de fevereiro de 2014, o website Extra publicou uma crítica feita por Naiara Andrade, da coluna Música do caderno TV e Lazer. De acordo com a crítica, Claudia Leitte fez jus ao seu single Claudinha Bagunceira no quesito de ser bagunceira e "descer a madeira". Sobre o figurino, Claudia foi descrita como "mais musa do que nunca, exibindo pernas torneadas e decotes ousados". A canção Tarraxinha que tem a participação de Luiz Caldas foi considerada uma das grandes promessas de sensação no Carnaval. Me Pega de Jeito com participação de Wanessa e Naldo Benny foi descrita como uma performance sensual. De acordo com a crítica, o medley de Magalenha / Locomotion Batucada com participação do Nação do Maracatu Porto Rico abrilhanta a apresentação. A participação do público foi considerada uma atração a parte. Para a crítica, sem o público, a tecnologia de ponta e qualidade cinematográfica de captação e edição não impressionariam tanto.

### Comercial
No dia 20 de janeiro de 2014, o álbum foi lançado para download digital na iTunes Store, alcançando a primeira posição em menos de 13 horas de vendas.. O álbum debutou com 62 mil cópias vendidas. Em 28 de junho de 2014 o álbum voltou a ranking dos dez álbuns mais baixados da iTunes Store Brasil. Após a performance de Claudia Leitte na abertura da Copa do Mundo FIFA 2014, a discografia toda da cantora entrou em "Top Álbuns" da iTunes Store de vários lugares do mundo. Em El Salvador o álbum alcançou a 31ª posição e em Portugal alcançou a 10ª posição. Até o fim de 2014, o álbum acumulou 120 mil cópias vendidas no Brasil.

## Singles
"Quer Saber?" foi lançada em 7 de junho de 2013 e contém a participação especial de Thiaguinho. Contém um videoclipe lançado em 17 de julho de 2013. Foi dirigido por Ralph Strelow.
"Tarraxinha" é o primeiro single ao vivo do álbum, sendo lançada em 23 de outubro de 2013. Contém a participação especial de Luiz Caldas. Alcançou a 65ª posição na Billboard Brasil e a segunda posição no ranking regional de Salvador. O videoclipe foi lançado em 26 de fevereiro de 2014 e dirigido por Ralph Strelow.
"Claudinha Bagunceira" é o segundo single ao vivo. Foi lançada em 19 de novembro de 2013. Alcançou a 83ª posição na Billboard Brasil e a segunda posição no ranking regional de Salvador. O videoclipe foi lançado em 29 de janeiro de 2014 e dirigido por Ralph Strelow.

## Lista de Faixas

### CD
| N.º            | Título                                                            | Compositor(es)                                                                     | Duração |  |
| 1.             | "Claudinha Bagunceira"                                            | Tatau Xixinho                                                                      | 3:22    |  |
| 2.             | "Amor Toda Hora"                                                  | Fabinho Obrian Magno Sant' Anna Sinho Maia Ivan Brasil                             | 3:34    |  |
| 3.             | "Largadinho"                                                      | Duller Fabinho Alcântara Samir                                                     | 3:37    |  |
| 4.             | "Tarraxinha(a)" (participação especial: Luiz Caldas)              | Duller Fabinho Alcântara Samir J. P. Feury / Versão: Luiz Caldas (b)               | 3:44    |  |
| 5.             | "Pancadão Frenético" (participação especial: Wesley Safadão)      | Nilton Maya Marcelinho Black Bina Farofa                                           | 3:00    |  |
| 6.             | "Me Pega de Jeito" (participação especial: Wanessa e Naldo Benny) | Alvaro Socci                                                                       | 3:41    |  |
| 7.             | "Seu Ar"                                                          | Tatau Xixinho                                                                      | 3:57    |  |
| 8.             | "Artemanha"                                                       | Tatau Neto Lins Xixinho                                                            | 3:48    |  |
| 9.             | "Dekolê"                                                          | Antenor Heve Jonathan Perry Jean Leonard Tout Puissant versão: Claudia Leitte      | 3:31    |  |
| 10.            | "Turbina"                                                         | Kenno Galego Duarte Luciano Pinto Alan Moraes Nino Balla Durval Luz Carlos Pitanga | 2:53    |  |
| 11.            | "Dia da Farra e do Beijo"                                         | Marcos Paulo Rulian                                                                | 3:12    |  |
| 12.            | "Elixir"                                                          | Claudia Leitte Luciano Pinto Alan Moraes DeepLick Yan Acioli                       | 4:10    |  |
| 13.            | "Quer Saber?" (participação especial: Thiaguinho)                 | Henrique Cerqueira                                                                 | 3:51    |  |
| 14.            | "Prece"                                                           | Tatau Eva Cavalcante                                                               | 3:06    |  |
| 15.            | "Bizarre Love Triangle / A Camisa e o Botão"                      | Gillian Gilbert Peter Hook Stephen Morris Bernard Sumner Jauperi Tenison del Rey   | 4:16    |  |
| Duração total: | Duração total:                                                    | Duração total:                                                                     | 51:02   |  |

| Axemusic - Ao Vivo – Vídeos bônus do iTunes |                                                                   |         |  |
| N.º                                         | Título                                                            | Duração |  |
| 16.                                         | "Claudinha Bagunceira"                                            | 3:20    |  |
| 17.                                         | "Largadinho"                                                      | 3:41    |  |
| 18.                                         | "Tarraxinha" (participação especial: Luiz Caldas)                 | 3:55    |  |
| 19.                                         | "Pancadão Frenético" (participação especial: Wesley Safadão)      | 3:02    |  |
| 20.                                         | "Me Pega de Jeito" (participação especial: Wanessa e Naldo Benny) | 3:42    |  |
| 21.                                         | "Dekolê (Dekole)"                                                 | 3:35    |  |
| 22.                                         | "Dia da Farra e do Beijo"                                         | 3:14    |  |
| 23.                                         | "Bizarre Love Triangle / A Camisa e o Botão"                      | 4:13    |  |
| Duração total:                              | Duração total:                                                    | 68:24   |  |

Notas
- Nota a:  Contém citação musical de "Mademoiselle (O La Ou Té Yé)", canção originalmente interpretada por Luiz Caldas;
- Nota b:  Compositores de "Mademoiselle (O La Ou Té Yé)".

### DVD e Blu-ray
| N.º            | Título                                                                        | Compositor(es)                                                                                         | Duração |  |
| 1.             | "Waterfall / Elixir"                                                          | Claudia Leitte Luciano Pinto Alan Moraes DeepLick Yan Acioli                                           |         |  |
| 2.             | "Beijar na Boca / Insolação do Coração"                                       | Blanch Roger Tom Carlinhos Brown Michael Sullivan                                                      |         |  |
| 3.             | "Faz Um"                                                                      | Carlinhos Brown Alain Tavares                                                                          |         |  |
| 4.             | "Claudinha Bagunceira"                                                        | Tatau Xixinho                                                                                          |         |  |
| 5.             | "Tarraxinha" (participação especial: Luiz Caldas)                             | Duller Fabinho Alcântara Samir                                                                         |         |  |
| 6.             | "Largadinho" (participação especial: Zumba Fitness)                           | Duller Fabinho Alcântara Samir                                                                         |         |  |
| 7.             | "Sambah"                                                                      | João Nabuco                                                                                            |         |  |
| 8.             | "Fulano in Sala"                                                              | Sérgio Rocha Adson Tapajós Zeca Brasileiro                                                             |         |  |
| 9.             | "Me Pega de Jeito" (participação especial: Wanessa e Naldo Benny)             | Alvaro Socci                                                                                           |         |  |
| 10.            | "Amor Perfeito"                                                               | Michael Sullivan Paulo Massadas Lincoln Olivetti Robson Jorge                                          |         |  |
| 11.            | "Seu Ar"                                                                      | Tatau Xixinho                                                                                          |         |  |
| 12.            | "Quer Saber?" (participação especial: Thiaguinho)                             | Henrique Cerqueira                                                                                     |         |  |
| 13.            | "Artemanha"                                                                   | Tatau Neto Lins Xixinho                                                                                |         |  |
| 14.            | "Pancadão Frenético" (participação especial: Wesley Safadão)                  | Nilton Maya Marcelinho Black Bina Farofa                                                               |         |  |
| 15.            | "Amor Toda Hora"                                                              | Fabinho Obrian Magno Sant' Anna Sinho Maia Ivan Brasil                                                 |         |  |
| 16.            | "Dia da Farra e do Beijo"                                                     | Marcos Paulo Rulian                                                                                    |         |  |
| 17.            | "Dekolê"                                                                      | Antenor Heve Jonathan Perry Jean Leonard Tout Puissant versão: Claudia Leitte                          |         |  |
| 18.            | "Caranguejo / Safado, Cachorro, Sem-vergonha"                                 | Luciano Pinto Durval Luz Nino Balla Alan Moraes Cristiane Teles Júnior Seixas Luizinho Alex Napolitano |         |  |
| 19.            | "Turbina"                                                                     | Kenno Galego Duarte Luciano Pinto Alan Moraes Nino Balla Durval Luz Carlos Pitanga                     |         |  |
| 20.            | "Chame Gente / Vassourinha" (participação especial: Armandinho e Luiz Caldas) | Morais Moreira Armandinho Matias da Rocha Batista Ramos                                                |         |  |
| 21.            | "Eu Fico / Perdi a Minha Paz"                                                 | Claudia Leitte Luciano Pinto Sérgio Rocha                                                              |         |  |
| 22.            | "Prece"                                                                       | Tatau Eva Cavalcante                                                                                   |         |  |
| 23.            | "Bizarre Love Triangle / A Camisa e o Botão"                                  | Gillian Gilbert Peter Hook Stephen Morris Bernard Sumner Jauperi Tenison del Rey                       |         |  |
| 24.            | "Meu Segredo"                                                                 | Sérgio Rocha Claudia Leitte                                                                            |         |  |
| Duração total: | Duração total:                                                                | Duração total:                                                                                         | 1:48:26 |  |

| Axemusic - Ao Vivo – Extras | |                                                   |         |  |
| N.º                         | Título | Compositor(es)                                    | Duração |  |
| 1.                          | "Magalenha / Citação poema: Negalora / Locomotion Batucada" (participação especial: Nação do Maracatu Porto Rico) | Carlinhos Brown João Nabuco Alice Autran          |         |  |
| 2.                          | "Moda Nova" (Integrado ao making of)                                                                              | Magno Sant'Anna Filipe Escanduras Fabinho O'Brian |         |  |
| 3.                          | "Making Of" |                                                   |         |  |

Notas
- De acordo com Claudia Leitte durante a sua participação no Mais Você para promoção do álbum, ela explicou que o medley Magalenha / Locomotion Batucada ficou separada do conteúdo do show, para poder dar destaque a participação da Nação do Maracatu Porto Rico.
- A performance de Exttravasa foi deletada do DVD, porém no dia 18 de fevereiro de 2014, a equipe da cantora liberou em sua página oficial do Facebook a performance, em comemoração aos seis anos de carreira solo da cantora.[88]
- Além de Exttravasa, os medleys Cai Fora / Amor à Prova e Foto na Estante / Doce Paixão foram cortados do projeto final. Porém no making of do DVD é possível ver poucos segundos de Cai Fora e Doce Paixão.[89]

## Prêmios e indicações
Lista de prêmios e indicações pelo álbum e os singles do Axemusic - Ao Vivo.
| Ano  | Premiação           | Categoria | Resultado            | Notas |
| ---- | ------------------- | --------- | -------------------- | ----- |
| 2014 | Prêmio Aratu Online | Venceu    | Claudinha Bagunceira |       |
| 2014 | Troféu Band Folia   | Indicado  | Claudinha Bagunceira |       |

## Desempenho nas tabelas musicais
| Parada musical (2014)        | Melhor posição |
| ---------------------------- | -------------- |
| (ABPD Top Álbuns)            | 10             |
| (ABPD Top DVDs)              | 2              |
| (Brazil Digital Albums)      | 1              |
| (El Salvador Digital Albums) | 31             |
| (Portugal Digital Albums)    | 10             |

| Tabela musical (2014)        | Posição |
| ---------------------------- | ------- |
| Brasil (Top Anual ABPD CDs)  | 23      |
| Brasil (Top Anual ABPD DVDs) | 17      |

| Brasil (ABPD)                                                                           | Ouro*    | 56.000^  |
| DVD                                                                                     |          |          |
| Brasil (ABPD)                                                                           | Platina* | 67.000^  |
| Resumo                                                                                  |          |          |
| Total                                                                                   |          | 123.000^ |
| ^ vendas baseadas nos números de tiragens * certificado baseado nos números de tiragens |          |          |

## Histórico de lançamento
| País   | Data                   | Formato                          | Gravadora |
| ------ | ---------------------- | -------------------------------- | --------- |
| Brasil | 13 de janeiro de 2014  | CD                               | Som Livre |
| Brasil | 16 de janeiro de 2014  | DVD CD/DVD                       | Som Livre |
| Mundo  | 20 de janeiro de 2014  | download digital (Edição iTunes) | Som Livre |
| Mundo  | 27 de janeiro de 2014  | download digital                 | Som Livre |
| Brasil | 7 de fevereiro de 2014 | Blu-ray                          | Som Livre |

## Equipe técnica
Todos os dados abaixo foram retirados do encarte do álbum
| Direção Claudia Leitte (artística, criação) Fábio Neves (executiva) Márcio Pedreira (executiva) Tamis Lustre (geral) Alceu Neto (geral, criação, fotografia) Luciano Pinto (musical) Ralph Strelow (vídeo) Césio Lima (luz) Marco Serralheiro (marketing) Claudio Junior (digital) Webster Santos (musical) Betto Júnior (executiva) Bianca Corona (vídeo) Arranjos Claudia Leitte Luciano Pinto Webster Santos Alex-ci (vocais) Nivaldo Cerqueira (metais) Durval Prince Luz (percussão) Nino Balla (auxiliar percussão) Lucas de Gal (auxiliar percussão) Luis Lacerda (teclado em Seu Ar) Patrícia Mendonça (cordas) Músicos Convidados Webster Santos (guitarra, violão e ukelele) Marquinho Osócio (vocal) Patrícia Mendonça (cello) Lúcia Ramos (violino) | Banda Claudia Leitte Buguelo (bateria) Alan Moraes (baixo) Júnior Figueredo (guitarra) Luciano Pinto (teclado) Durval Prince Luz (percussão) Nino Balla (percussão) Lucas de Gal (percussão) Alex-ci (vocal) Joelma (vocal) Karyne Melody (vocal) Nivaldo Cerqueira (sax) Sinho Cerqueira (trompete) Carlinhos Pitanga (trombone) Seleção de Repertório Claudia Leitte Luciano Pinto Unidade Móvel de Áudio Beto Neves (engenheiro de gravação) - Estúdio Base Coreógrafo Júlio Lima Camila Potyara (assistente) Robson Manno (assistente) Vivian Caetano (dublê) |

## Agradecimentos
Os agradecimentos do álbum foram retirados do encarte do álbum.
| “ | Um homem de caráter precisa ser grato aos seus parceiros e reconhecer suas raízes, a fim de se sentir realizado. Um homem com Deus precisa conceber um fato: as honras e as glórias não são para ele. Obrigada a cada fã que tenho e que me ama verdadeiramente! Obrigada a cada pessoa que contribuiu de qualquer forma para que eu amadurecesse e chegasse até aqui! Obrigada à família linda que tenho! Obrigada à Equipe CL - meu escritório, minha turma da estrada! Toda honra e toda glória a Jesus Cristo, meu Senhor, a quem escolho servir por toda a eternidade, a Ele, meu Salvador! | ” |